# Noviherbaspirillum humi
Espèce
Noviherbaspirillum humi est une espèce de bactéries gram-négatives de la famille des Oxalobacteraceae.

## Historique
Les deux principales souches de cette espèce, dont la souche type U15, ont été isolées à partir de prélèvements de sols dans la ville de Sadky en Ukraine en 2013.

## Description
Ce sont des bactéries à coloration de Gram négatives, mobiles, et ne formant pas de spores. Elles sont aussi aérobies facultatives et en forme de petits bacilles ne possédant qu'un unique flagelle.
La croissance de ces bactéries est optimale à 30 °C et un pH de 7.0.
Les acides gras majoritaires sont les trois suivants : C16:1ω7c, C16:1ω6c) et C16:0. La quinone respiratoire majoritaire est l'ubiquinone 8. Cette espèce est caractérisée par un profil de lipides polaires formés de phosphatidyléthanolamine, phosphatidylglycérol, diphosphatidylglycérol, d'aminophospholipides, d'aminolipides non identifiés et de lipides aussi non identifiés. Elles contiennent aussi de la putrescine et 2-hydroxyputrescine comme polyamines principales.
Le contenu en bases nucléiques G+C est de 61,2 %.

## Taxonomie
Le nom correct complet (avec auteur) de ce taxon est Noviherbaspirillum humi Sundararaman et al. 2017 bien que la description ait eu lieu en 2016. Ce nom a été validé dans l'International Journal of Systematic and Evolutionary Microbiology, un an plus tard.
La souche type de l'espèce N. humi est la souche U15 qui a été déposée dans des banques de cultures bactériennes sous les identifiants JCM 19873 et KEMB 7305-102.

### Étymologie
L'étymologie du nom de cette espèce est la suivante : hu’mi. L. gen. fem. n. humi, du sol, à l'origine la source de la souche type de cette espèce.

### Phylogénie
L'analyse phylogénétique des séquences du gène de l'ARN ribosomal 16S a démontré que ces bactéries appartiennent au phylum Proteobacteria (désormais appelées Pseudomonadota), à la classe des Betaproteobacteria, à l'ordre des  Oxalobacterales (désormais dans les Burkholderiales) et à la famille des Oxalobacteraceae. Ces analyses ont aussi montré que l'espèce bactérienne la plus proche serait Noviherbaspirillum malthae puis Noviherbaspirillum suwonense. En 2020, la nouvelle espèce Noviherbaspirillum galbum est aussi décrite comme l'une des plus proches de N. humi avec une similarité de séquence de 96,4 %.